# José de Larrea y Loredo
José de Larrea y Loredo (Huaraz, 20 de marzo de 1780 – m. Lima, 14 de junio de 1830) político, diplomático y magistrado peruano. Fue diputado y presidente del primer Congreso Constituyente del Perú, de octubre a noviembre de 1822.Colaboró con el gobierno dictatorial de Bolívar en el Perú, como miembro del Consejo de Gobierno y ministro de Hacienda (1825-1826). Como diplomático, suscribió con el representante colombiano Pedro Gual el tratado que puso fin a la Guerra grancolombo-peruana, el llamado Tratado Larrea-Gual (1829). Terminó sus días como ministro de Hacienda del primer gobierno de Agustín Gamarra.

## Biografía
Nacido en Huaraz, su padre fue Juan José Clemente de Larrea y Villavicencio, funcionario criollo nacido en el actual Ecuador, quien fuera contador de las cajas reales del Cusco; por la misma vía, fue sobrino de Manuel de Larrea y Jijón (Prócer de la Independencia de Ecuador), su madre fue la dama limeña Ilaria Loredo Sánchez de Espinoza.
Estudió en el Seminario de Santo Toribio, en donde también laboró como profesor. En la Universidad Nacional Mayor de San Marcos se graduó de bachiller en Cánones y de doctor en Jurisprudencia, recibiéndose finalmente como abogado ante la Real Audiencia de Lima el 23 de noviembre de 1801. Fue sucesivamente subdelegado del partido de Yauyos (1802-1806), Angaraes (1808-1811) y Tarma (1811-1820); en esta última dio trámite a los procesos originados por la rebelión de Huanuco de 1812. Años después dio algunas facilidades a la expedición patriota que arribó bajo el comandó del general Juan Antonio Álvarez de Arenales, en noviembre de 1820.
El 15 de julio de 1821 se hallaba en Lima cuando se suscribió el Acta de la Declaración de Independencia en sesión de Cabildo Abierto, siendo uno de sus firmantes. Fue nombrado oficial segundo de la Administración General de Correos. Elegido diputado por Huaylas, formó parte del primer Congreso Constituyente del Perú, cuya presidencia ejerció del 21 de octubre a 20 de noviembre de 1822.
El 19 de julio de 1823, en Trujillo, Riva Agüero decretó la disolución del Congreso y estableció un senado, conocido como "Senado de Trujillo", compuesto por diez vocales elegidos entre los mismos diputados, uno por cada departamento: Nicolás de Araníbar (Arequipa), Hipólito Unanue (Tarma), José Pezet (Cusco), Francisco Salazar (Puno), José Rafael Miranda (Ayacucho), Justo Figuerola (Huancavelica), Manuel de Arias (Lima), Toribio Dávalos (La Costa), José de Larrea (Huaylas) y Martín de Ostolaza (Trujillo). Este senado celebró 27 sesiones del 18 de septiembre al 18 de noviembre de 1823. Los diputados contrarios fueron enviados al sur.
En 1823 viajó a Chile como ministro plenipotenciario, teniendo como misión gestionar ante el gobierno de dicho país el envío de armas y dinero al Perú en pro de la causa emancipadora. Reincorporado al congreso, fue uno de los que apoyaron el otorgamiento de la dictadura a Bolívar.
Finalizada la guerra de la Independencia, fue nombrado vocal de la Corte Superior y auditor general de guerra. En julio de 1825 fue nombrado ministro de Hacienda, integrando el Consejo de Gobierno, organismo gubernamental que apoyaba a Bolívar en las tareas del Ejecutivo. Como diputado por la provincia de Huaylas, que entonces formaba parte del departamento de Junín, fue uno de los sesenta y cinco diputados electos en 1825 por la Corte Suprema y convocados para aprobar la Constitución Vitalicia del dictador Simón Bolívar. Sin embargo, a pesar de que dicho congreso estuvo convocado, el mismo decidió no asumir ningún tipo de atribuciones y no llegó a entrar en funciones.
El 28 de junio de 1826 volvió a ser designado ministro de Hacienda. Los otros miembros del Consejo de Gobierno eran: Andrés de Santa Cruz (Presidente); Hipólito Unanue (Justicia y Negocios Eclesiásticos); José María de Pando, (Relaciones Exteriores e Interior). Tras el alejamiento de Bolívar del Perú en septiembre de ese año, continuó integrando el Consejo de Gobierno, hasta febrero de 1827. En julio de ese año fue nombrado vocal de la Corte Suprema de Justicia.
Cuando se abrieron las negociaciones de paz peruano-colombianas luego de la guerra de 1829, Larrea fue comisionado como ministro plenipotenciario del Perú para celebrar el tratado de paz con la Gran Colombia. Con su par colombiano, el señor Pedro Gual, se reunió en Guayaquil y suscribió un tratado de amistad y límites, más conocido como el Tratado Larrea-Gual (22 de septiembre de 1829) en el que se respetaron los derechos del Perú sobre los territorios de Tumbes, Jaén y Maynas. A su vez el Perú desistía de reclamar Guayaquil y se lo entregaba a la Gran Colombia. Cuando ésta se disolvió en 1830 y el Ecuador se constituyó como República independiente, se respetó esa situación. Solo después los ecuatorianos empezarían a reclamar territorios legítimamente peruanos.
Finalizada su misión diplomática en el norte, fue nombrado Ministro de Hacienda por el presidente Agustín Gamarra, en diciembre de 1829. Falleció en el ejercicio de sus funciones.